# Pseudognaphalium alatocaule
Pseudognaphalium alatocaule là một loài thực vật có hoa trong họ Cúc. Loài này được Anderb. miêu tả khoa học đầu tiên năm 1991.